# 马克斯·昂斯特
马克斯·昂斯特（德語：Max Angst，1921年7月3日—2002年1月21日），瑞士男子雪车运动员。他曾代表瑞士参加1956年冬季奥林匹克运动会雪车比赛，联同哈里·沃伯顿获得男子双人铜牌。